# 京葉工業地帶

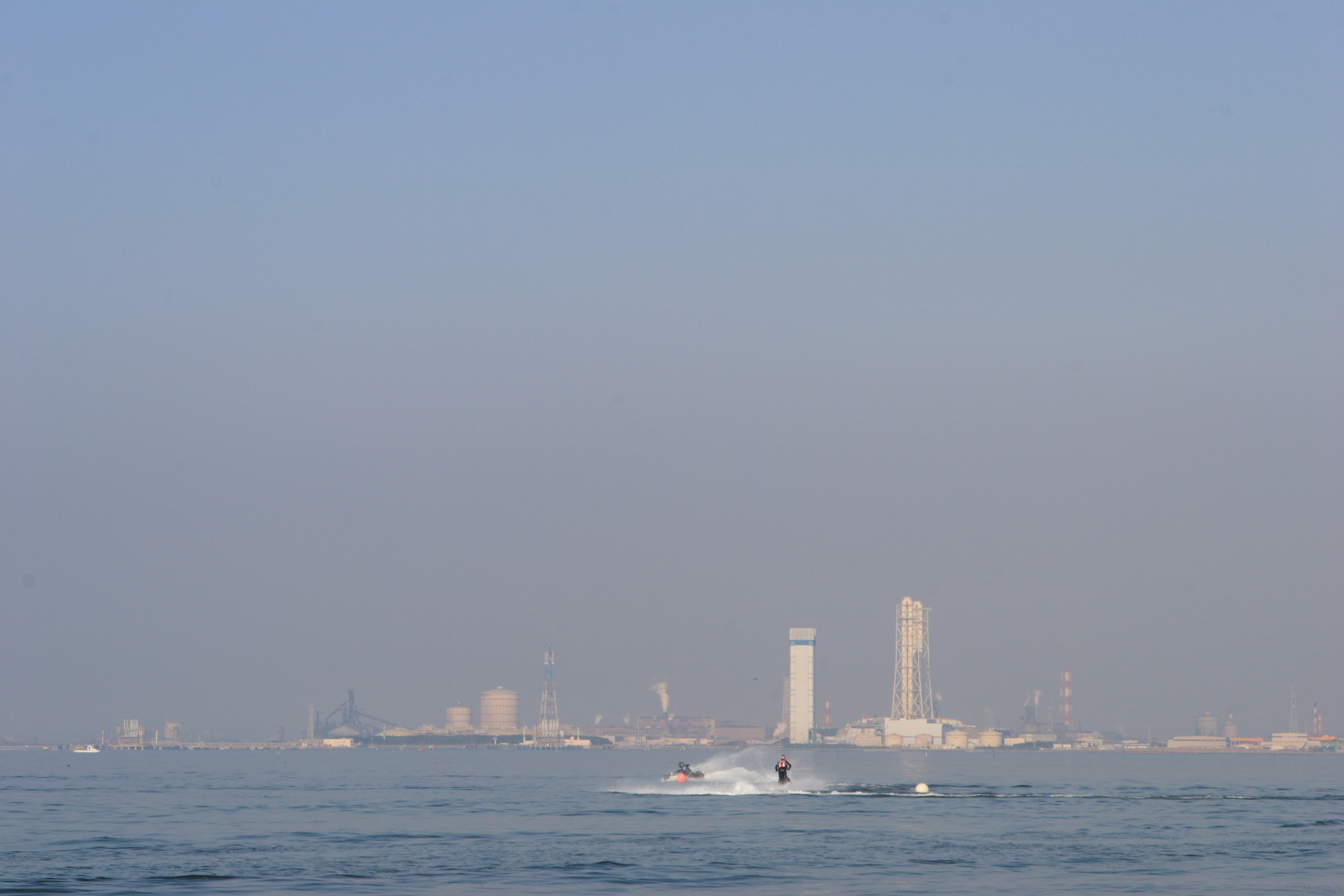
京葉工業地域。

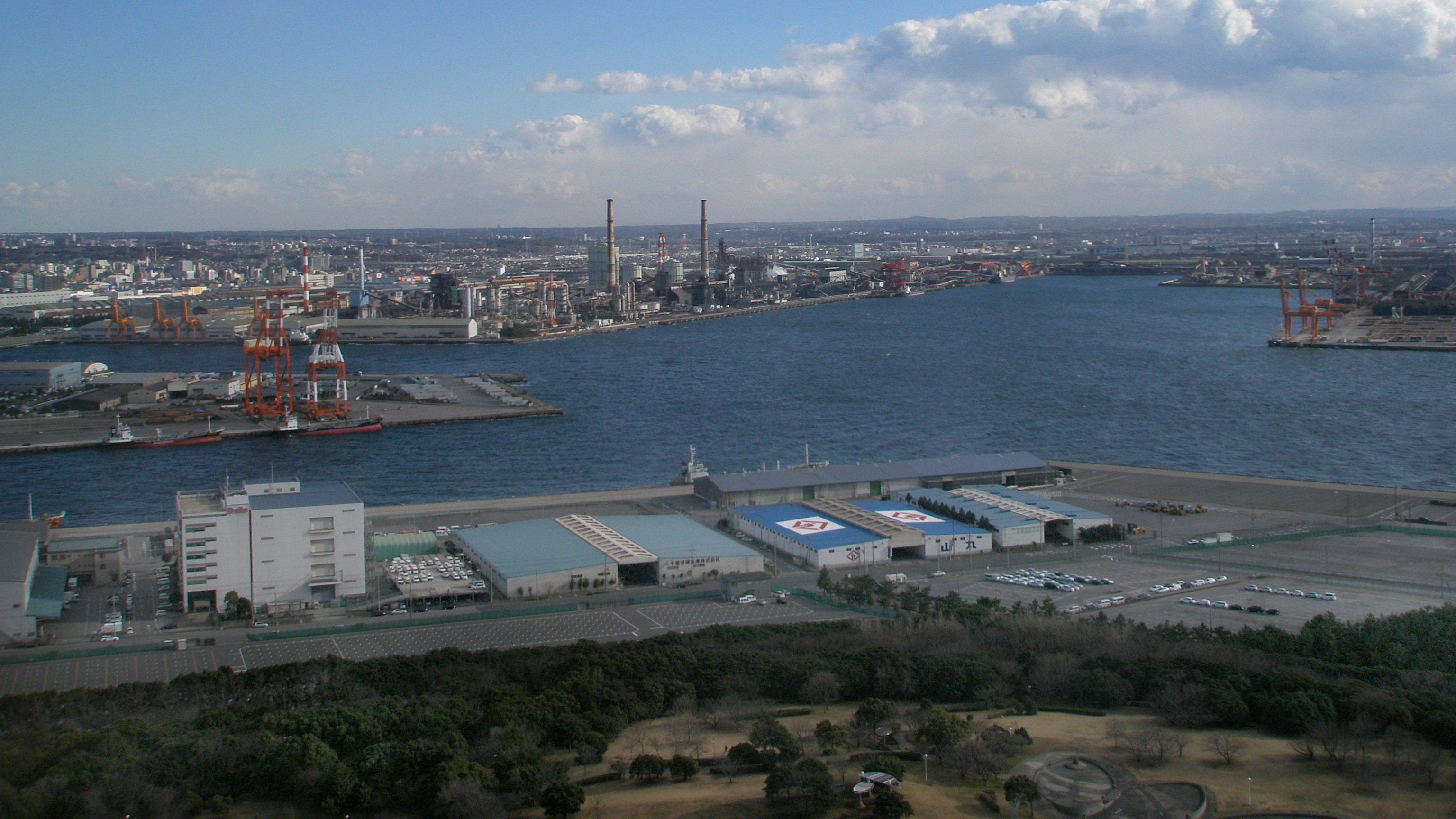
千葉港塔遠眺京葉工業地域

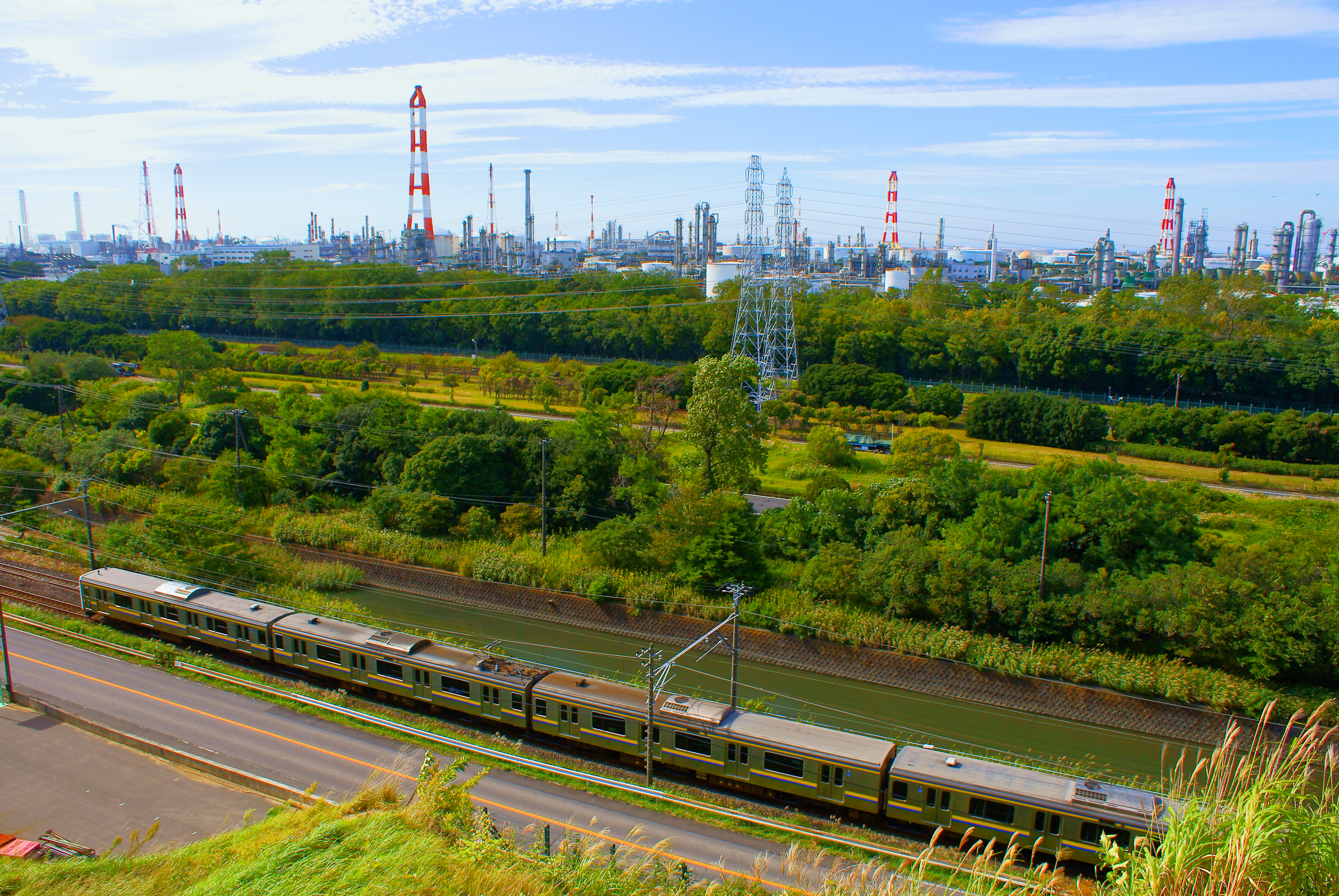
袖浦市笠上山遠眺京葉工業地域。石油化學工廠林立。

京葉工業地域（日语：／ Keiyō kōgyō chiiki）是日本的工業地域之一，指的是千葉縣面向東京灣的海岸地區，以千葉港為中心的工業地域。包括了船橋港（京葉港）、千葉港、木更津港等港灣設施。第二次世界大戰后作為京濱工業地帶的延長而發展。臨海部的填海地主要產業為鋼鐵業、石油化學工業及物流業。

## 概要
工業區多填海地，目前正進行濱海地區的再開發。是日本少數機械工業與化學工業為主的工業區。
區內有京葉臨海鐵道專門輸送工業區貨物。
因鄰近東京及位居東京與成田機場之間，也是重要物流據點。

## 主要工業都市
- 千葉市－鋼鐵（JFE鋼鐵）、石油化學（出光興產）
- 市原市－石油化學（三井化學）
- 市原市五井地區－石油化學（丸善石油化學（日语：丸善石油化学））
- 市原市姊崎地區、袖浦市－石油化學（住友化學）
- 君津市－鋼鐵（新日鐵住金）